# コリナ・ツォペイー
コリナ・ツォペイー（ギリシャ語: Κυριακή (Κορίννα) Τσοπέη, ラテン文字転写: Kyriaki "Corinna" Tsopei、1944年6月21日 - ）は、ギリシャの女優・モデル。第13回ミス・ユニバース世界大会（ミス・ユニバース1964）優勝者。

## 経歴
1944年6月21日、父George Tsopeiと母Maria Tsopeiのもと、アテネに生まれる。父はマニ半島駐留の軍人。1人の兄弟と1人の姉妹がいる。
1964年6月20日、ミス・スター・ヘラス（ギリシア語: Μις Σταρ Ελλάς）に選ばれ、前年のミスであるDespina Orgetaに戴冠される。国を代表してミス・ユニバースに出場する権利を得る。8月1日、フロリダ州マイアミビーチで開催された世界大会で優勝、ミス・ユニバース1964となる（ギリシャ代表として初）。
ミスとしての任期を終えると映画出演を開始。また、ミス・ユニバースには審査員として何回か参加した。
2013年現在、ショービズとミスコンから撤退、白血病の子供のための団体の代表を務める。

## フィルモグラフィ
- 1965年: Lost in Space (TVシリーズ)
- 1970年4月18日: A Man Called Horse　(as Running Deer)
- 1974年: Psyhi kai sarka (as Ellie Rallis)[2]

## 私生活とゴシップ
1968年、ビバリーヒルズの整形外科医Steven Zaxと結婚。3人の息子を設ける。1978年、離婚。
1981年、ハリウッドのプロデューサーFreddie Fieldsと再婚。彼は演奏家のShep Fieldsの兄弟である。2007年12月、Freddie Fields死去。